# Francesco Laparelli
Francesco Laparelli da Cortona (ur., 5 kwietnia 1521, zm. 20 października 1570) – włoski architekt, inżynier wojskowy. Był asystentem Michelangelo Buonarrotiego, później został wysłany przez papieża, aby nadzorować budowę Valletty na Malcie.

## Wczesne lata
Laparelli urodził się w Cortonie 5 kwietnia 1521 roku w jednej z najbogatszych i najznakomitszych rodzin w tym mieście.
W młodości ćwiczył się we władaniu bronią, studiował matematykę Euklidesa i architekturę Witruwiusza, oraz doskonalił rysunek. W latach 1550. spotkał swego późniejszego mecenasa Gabrio Serbelloniego, generała i inżyniera wojskowego, pod którego silnym wpływem pozostał.
W roku 1560 Francesco Laparelli został wezwany do Rzymu przez papieża Piusa IV, gdzie dostał zadanie odnowienia fortyfikacji Civitavecchia.
W tym samym roku zaprojektował fortyfikacje broniące nowego ujścia Tybru, a w roku 1561 kierował pracami przy systemie obronnym Wzgórza Watykańskiego.
W 1565 roku ukończył wielki pięciokąt Zamku Świętego Anioła z bastionami, przyczyniając się do wzmocnienia systemu obronnego Watykanu, współpracował z Michelangelo Buonarrotim w pracach nad wielką kopułą bazyliki św. Piotra.

## Malta

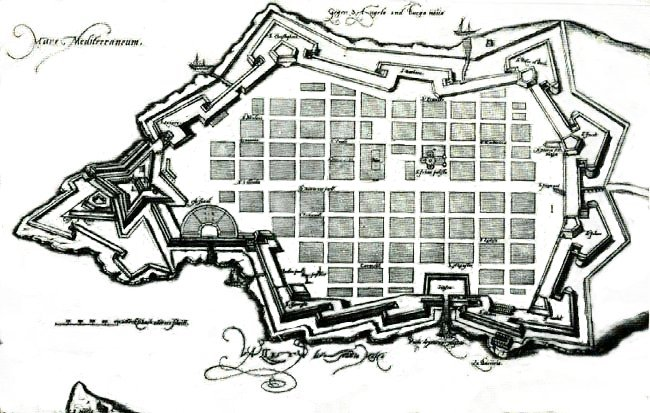
Mapa Valletty z lat 1580.

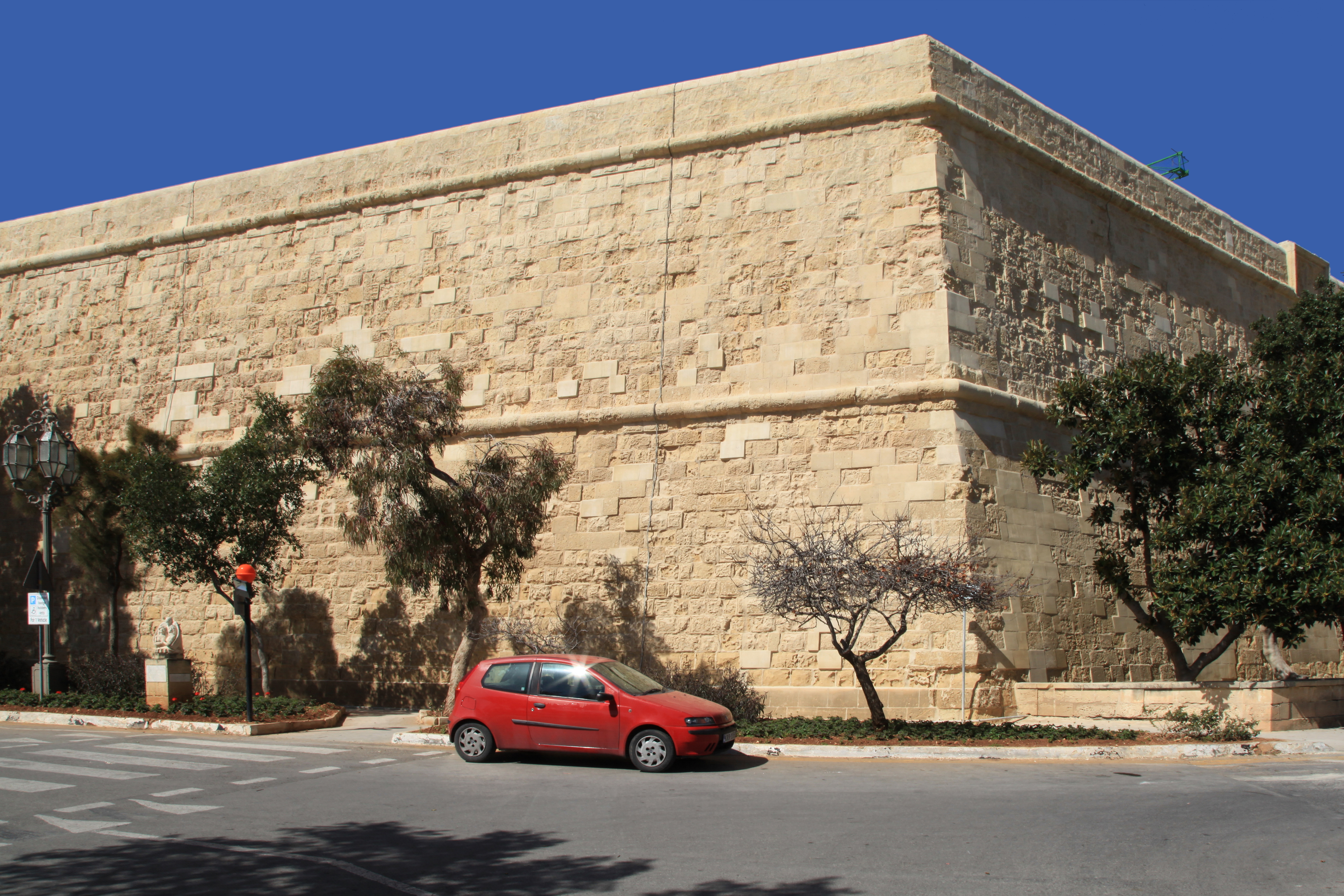
Saint James Cavalier, część fortyfikacji Valletty, które zostały zaprojektowane przez Laparelliego.

Czteromiesięczne Wielkie Oblężenie Malty zakończyło się we wrześniu 1565, lecz wyspa była w ruinie.
Wielki Mistrz Jean de la Valette był zdeterminowany ją odbudować, wybierając wzniesiony teren półwyspu Sciberras jako miejsce na nową fortecę.
Francesco Laparelli został zaangażowany do wykonania budowy.
Został wysłany na Maltę przez papieża Piusa IV, który przekazał pieniądze na odbudowanie wyspy.
Laparelli przybył na wyspę w grudniu 1565 roku, Zakon otrzymał jego pierwszy raport już 3 stycznia 1566 roku.
Mówił on, że fortyfikacje Birgu, Senglei i St. Elmo ucierpiały tak bardzo, że aby wykonać podstawowe naprawy, potrzeba zatrudnić cztery tysiące robotników pracujących 24 godziny na dobę. Zamiast tego zaproponował on szybsze i tańsze wyjście – budowę nowych umocnień na półwyspie Sciberras.
W raporcie z 13 stycznia tegoż roku Laparelli wysunął mocniejszy argument za budową nowego miasta, pisząc, że aby utrzymać wyspę bez niego należy zaangażować 12 000 pieszych i 200 konnych rycerzy. Zaś jedynie 5000 piechoty obroni wyspę, gdy zbuduje się nową twierdzę. Rycerze Zakonu wysłali listy do europejskich dworów królewskich, w których zagrozili opuszczeniem wyspy, jeśli nie dostaną pomocy finansowej i zbrojnej. 14 marca 1566 roku, po otrzymaniu gwarancji od Hiszpanii i innych dworów, zdecydowali się rozpocząć budowę.
Laparelli opracował plan miasta na wzór siatki, aby w lecie morska bryza mogła łatwo go przewietrzać. Opracował również system odwadniający. Zdecydował, że miasto otoczą mury obronne, a Fort Saint Elmo na końcu półwyspu ma zostać przebudowany.
Kamień węgielny nowego miasta Valletta położony został w marcu 1566 roku.
Filip II Hiszpański wysłał Giovan Giacomo Paleari Fratino, aby ten sprawdził projekt fortyfikacji.
Giacomo Bosio zapisał dyskusję między Fratino i Laparellim, która miała miejsce na początku kwietnia 1566 roku.
Końcowy projekt, opublikowany 18 czerwca 1566 roku, zakładał ufortyfikowane miasto, które zajmie półwysep aż do Fortu St. Elmo, którego cztery bastiony i dwie cavaliery strzegą strony lądowej. W roku 1567 plan został przerobiony, dodając pogłębienie suchej fosy od strony lądu oraz budowę cystern, składów, magazynów oraz innych potrzebnych budynków.
Laparelli opuścił Maltę w roku 1569, angażując się w wojnę morską papiestwa z Turkami.
W tym czasie budowa głównych budynków nie została jeszcze rozpoczęta.
Zanim zdecydował się na powrót na Maltę, niespodziewanie, w roku 1570, zmarł na Krecie na dżumę. Miał 49 lat. Budowa Valletty była kontynuowana przez jego maltańskiego asystenta Girolamo Cassara.

## Ważniejsze prace
- Cortona: Forteca Medicea o del Girifalco (razem z Gabrio Serbellonim) (1556)
- Cortona: dzwonnica katedry (1566)
- Valletta, Malta: fortyfikacje miasta (1566)